# Matt Koart
Matthew W. Koart (Goleta, 28 de noviembre de 1963) es un jugador profesional de fútbol americano estadounidense. Jugó fútbol americano universitario con los USC Trojans, donde fue nombrado segundo equipo All-Pac-10 Conference en su último año en 1985. Fue seleccionado por los Green Bay Packers en la quinta ronda del draft de la NFL de 1986 y jugó una temporada como defensive end antes de retirarse. Tras su carrera futbolística, se convirtió en ejecutivo inmobiliario.

## Primeros años de vida
Koart nació el 28 de noviembre de 1963 en Goleta (California). Su padre, Bill, quien jugó béisbol en las ligas menores, falleció cuando Koart tenía 12 años. Asistió a la escuela secundaria Dos Pueblos, donde jugó fútbol americano como tackle bidireccional. En su último año en 1980, fue seleccionado para el primer equipo de la All-Channel League y el segundo equipo de la All-California Interscholastic Federation (CIF). Koart también fue capitán del equipo en Dos Pueblos. Fue invitado al Juego de las Estrellas del Condado de Santa Bárbara y firmó para jugar fútbol americano universitario con los USC Trojans en 1981.

## Trayectoria

### Trayectoria universitaria
Koart se retiró de la universidad en 1981; luego jugó para el equipo de fútbol de 1982 a 1985. Ingresó a la escuela con un peso de 217 libras (98 kg) para jugar como tackle defensivo, siendo muy pequeño para la posición. Recordó que «Intentaba defenderme de linieros como Roy Foster y Bruce Matthews y me estaban matando». Koart decidió aumentar de peso, y declaró a Los Angeles Times: «Solía atiborrarme. Tomaba un polvo para subir de peso, le ponía dos plátanos, lo trituraba y luego me lo metía por la garganta: 2000 calorías. Y eso era después de comer». Finalmente llegó a pesar 260 libras (118 kg) y se convirtió en uno de los mejores linieros de la USC.
Como estudiante de segundo año en 1983, Koart se perdió cuatro juegos debido a un esguince de tobillo. Registró 23 tacleadas en la temporada de 1984 antes de romperse los ligamentos de la rodilla, lo que requirió cirugía y puso fin a su temporada. Luego, inició todos los juegos y se desempeñó como capitán del equipo de la USC en 1985 que compiló un récord de 6-6. Koart totalizó 86 tacleadas y tres capturas durante la temporada. Fue seleccionado para el segundo equipo All-Pac-10 Conference y fue nombrado Académico All-American. Koart concluyó su carrera universitaria con 177 tacleadas y nueve capturas y fue invitado al East-West Shrine Game. Recibió el premio Howard Jones/Football Alumni Club de la USC por el promedio de calificaciones (GPA) más alto entre los jugadores de fútbol de último año y se graduó en 1986 con un título en finanzas.

### Trayectoria profesional
Koart fue seleccionado por los Green Bay Packers en la quinta ronda (posición global 125) del draft de la NFL de 1986. Su compañero de equipo, el ala defensiva Brent Moore, también fue seleccionado por los Packers. Aunque su madre y su agente preferían que asistiera a la facultad de derecho, dijo que «quería jugar al fútbol americano» y firmó con los Packers en julio de 1986. Con Green Bay, Koart se convirtió en ala defensiva. Impresionó a los Packers en el campamento de entrenamiento y llegó a la plantilla final. Hizo su debut en la NFL en la semana 1 contra los Houston Oilers y apareció en los primeros seis partidos de los Packers. Después de seis partidos, todos ellos derrotas, los Packers lo liberaron, una decisión que, según Koart, lo «sorprendió». Aunque tuvo ofertas para probar en otros equipos, Koart decidió retirarse para ingresar a la facultad de derecho.

## Últimos años
Tras retirarse, Koart comenzó a trabajar como empleado en un bufete de abogados. Se graduó magna cum laude de la Marshall School of Business en USC y luego se graduó cuarto en su clase de la Gould School of Law de USC. Trabajó como abogado de bienes raíces y luego se convirtió en ejecutivo de empresas de construcción de viviendas. Fundó Koart Residential, Inc., un grupo de empresas inmobiliarias privadas, y se desempeñó como director ejecutivo de la firma de desarrollo inmobiliario Shapell Industries, Inc.. Koart trabajó en varios roles para PulteGroup de 1996 a 2008 y regresó en 2023 como vicepresidente ejecutivo y director de operaciones de la compañía. En 2024, fue incluido en el Salón de la Fama de la California Homebuilding Foundation. Está casado y tiene tres hijos.